# Cuerpo ferruginoso

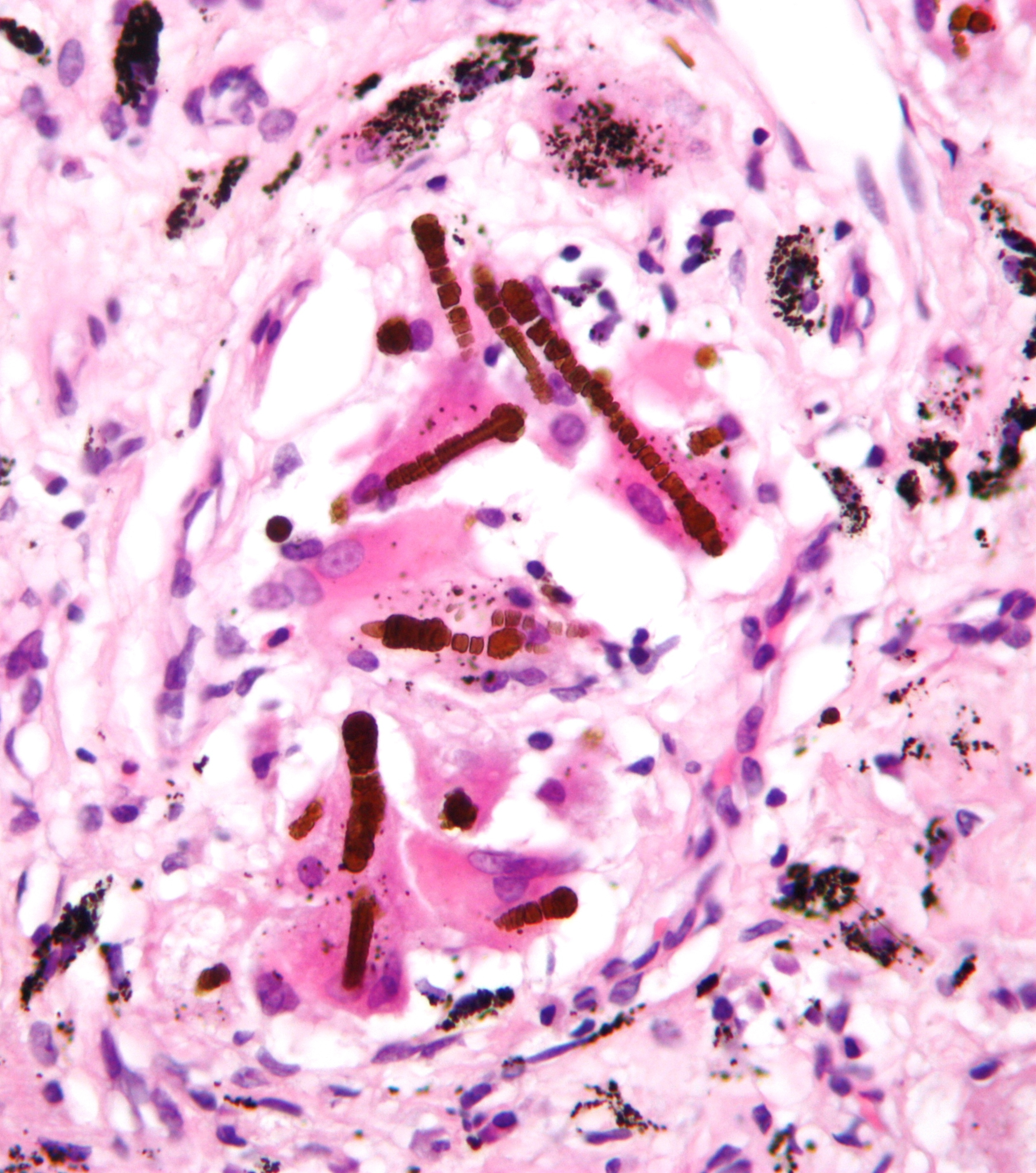
Cuerpos ferruginosos. Tinción con hematoxilina-eosina

Un cuerpo ferruginoso es un hallazgo histopatológico en  enfermedad intersticial de pulmón sugestivo de exposición a asbesto significativa (asbestosis). La exposición al asbesto está asociada a ocupaciones como la construcción de barcos, el aislamiento de techos, fontanería y construcción.
Aparecen como pequeños nódulos marrones en la pared de los alveolos.  Los cuerpos ferruginosos son típicamente indicativos de inhalación de asbesto (cuándo la presencia de asbesto está verificada estos se conocen como «cuerpos de asbesto»). En este caso son fibras de asbestos cubiertas con un material rico en hierro derivado de proteínas como la ferritina y hemosiderina. Se piensa que los cuerpos ferruginosos  están formados por macrófagos que han fagocitado e intentado digerir las fibras.

## Imágenes adicionales

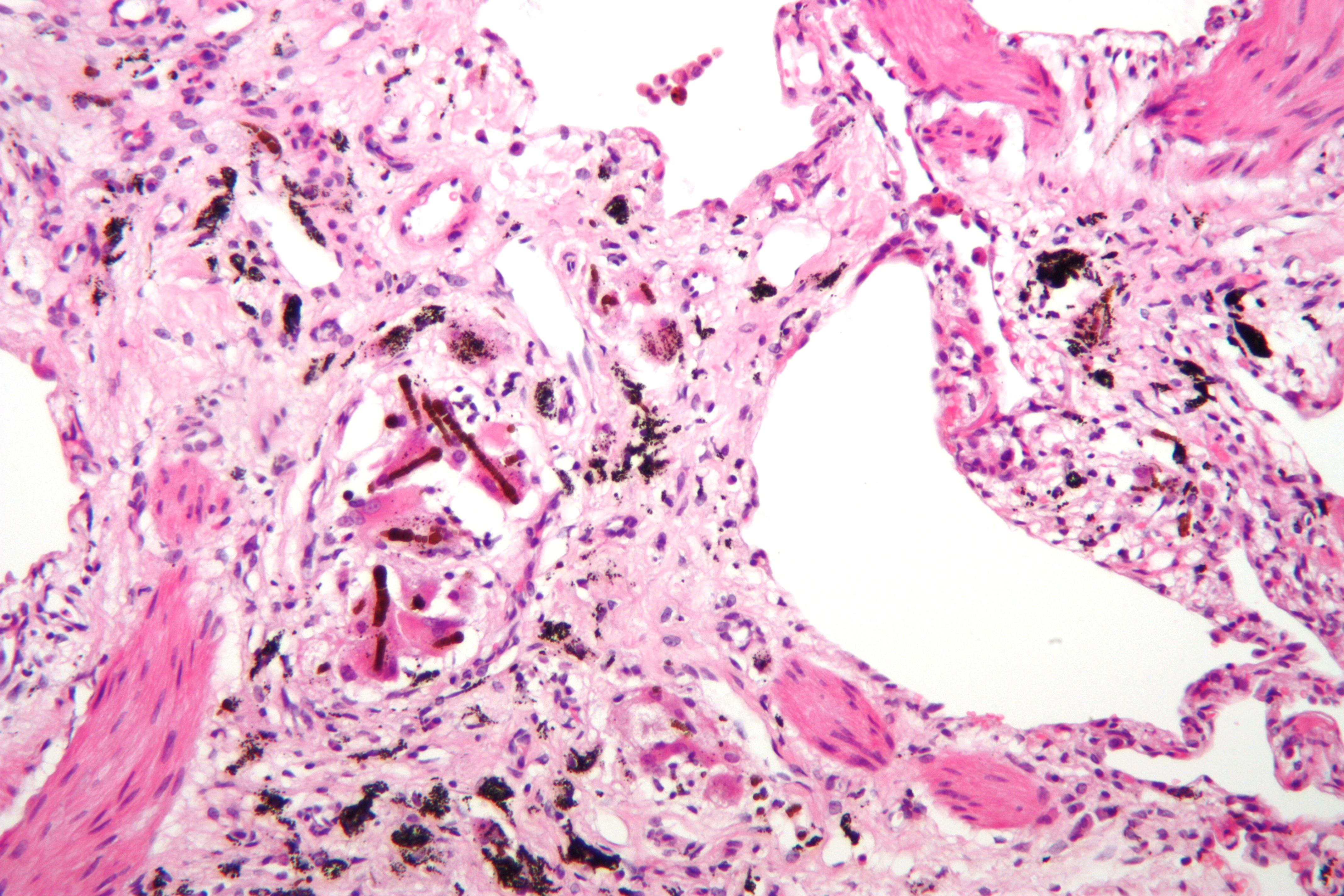
Micrografía de asbestosis con prominentes cuerpos ferruginosos. Tinción hematoxilina-eosina.